# Employment
Albums de Kaiser Chiefs
premier album Yours Truly, Angry Mob
(2007)
Singles
1. Oh My God
Sortie : 17 mai 2004
2. I Predict a Riot
Sortie : 1er novembre 2004
3. Everyday I Love You Less and Less
Sortie : 16 mai 2005
4. Modern Way
Sortie : 7 novembre 2005

Employment est le premier album du groupe britannique de rock Kaiser Chiefs, publié le 7 mars 2005 par B-Unique Records.
Il existe une édition limitée sortie le 7 novembre 2005 avec 3 extraits live en DVD.

## Liste des chansons
Toutes les chansons sont écrites et composées par Kaiser Chiefs.
| No  | Titre                                | Durée |
| --- | ------------------------------------ | ----- |
| 1.  | Everyday I Love You Less and Less    | 3:37  |
| 2.  | I Predict a Riot                     | 3:53  |
| 3.  | Modern Way                           | 4:03  |
| 4.  | Na Na Na Na Naa                      | 3:01  |
| 5.  | You Can Have It All                  | 4:35  |
| 6.  | Oh My God                            | 3:35  |
| 7.  | Born to Be a Dancer                  | 3:30  |
| 8.  | Saturday Night                       | 3:27  |
| 9.  | What Did I Ever Give You?            | 4:09  |
| 10. | Time Honoured Tradition              | 2:45  |
| 11. | Caroline, Yes                        | 4:13  |
| 12. | Team Mate (omis dans plusieurs pays) | 3:24  |

## Classements et certifications
| Classement musical                         | Meilleure position |
| ------------------------------------------ | ------------------ |
| Allemagne (Media Control Charts)           | 55                 |
| Australie (ARIA)                           | 60                 |
| Belgique (Flandre Ultratop)                | 19                 |
| Belgique (Wallonie Ultratop)               | 88                 |
| Espagne (Promusicae)                       | 97                 |
| États-Unis (Billboard 200)                 | 86                 |
| France (SNEP)                              | 133                |
| Irlande (Irish Recorded Music Association) | 2                  |
| Pays-Bas (Mega Album Top 100)              | 12                 |
| Royaume-Uni (UK Albums Chart)              | 3                  |
| Suède (Sverigetopplistan)                  | 40                 |

| Pays        | Ventes      | Certifications |
| ----------- | ----------- | -------------- |
| Australie   | 35 000 +    | Or             |
| Belgique    | 15 000 +    | Or             |
| Irlande     | 45 000 +    | 3 × Platine    |
| Pays-Bas    | 35 000 +    | Or             |
| Royaume-Uni | 1 800 000 + | 6 × Platine    |

## Accueil critique
L'album a recueilli dans l'ensemble de bonnes critiques musicales, obtenant un score de 78⁄100, sur la base de 27 critiques collectées, sur Metacritic.
Rob Webb, de Drowned in Sound, lui donne la note de 8/10. Dorian Lynskey, du Guardian, lui donne 4 étoiles sur 5. Le webzine albumrock lui donne 4 étoiles sur 5.
Heather Phares, d'AllMusic, lui donne 3,5 étoiles sur 5. Joe Tangari, de Pitchfork, lui donne la note de 6,7/10. Tim O'Neil, de PopMatters, lui donne la note de 5/10.